# Piskorek Kuhla
Piskorek Kuhla, cierniooczek Kuhla (Pangio kuhlii) – gatunek słodkowodnej ryby karpiokształtnej z rodziny piskorzowatych (Cobitidae). Bywa spotykany w hodowlach akwariowych.

## Występowanie
Południowo-wschodnia Azja (Indonezja i Malezja).

## Klasyfikacja
W starszej literaturze wyróżniano dwa podgatunki piskorka Kuhla:
- cierniooczek sumatrzański[3] (Pangio kuhlii sumatranus) Frasser-Brunner, 1940 – nazwa uznana za synonim Pangio kuhlii[4],
- cierniooczek Myersa[5] (Pangio kuhlii myersi) – uznany za odrębny gatunek Pangio myersi[4].

## Opis
Ryba spokojna, stadna, towarzyska, zajmująca dno zbiornika. Aktywna głównie nocą, w ciągu dnia ukrywa się na dnie w skrytym miejscu, a czasem zakopuje się w podłożu, jeżeli jest wykonane z miękkiego piasku. Wszystkożerna. Może przebywać w akwariach wielogatunkowych. Dorasta do 12 cm. Łatwo wyskakuje z akwarium, więc należy je dobrze przykrywać. Podczas nagłych zmian ciśnienia atmosferycznego potrafi bardzo szybko pływać po całym akwarium. Z tego powodu minimalna długość akwarium powinna wynosić 60 cm.

## Warunki w akwarium
| Zalecane warunki w akwarium | Zalecane warunki w akwarium                                                                                       |
| --------------------------- | --- |
| Zbiornik                    | długość co najmniej 60 cm, przykryty, podłoże z bardzo drobnego żwiru, w którym ryby mogą się zakopywać, kryjówki |
| Temperatura wody            | 24–30 °C |
| Twardość wody               | ok. 5–6°n |
| Skala pH                    | 5,5–6,5 |
| Pokarm                      | żywy, mrożony i suchy                                                                                             |